# Стефан (Шоков)
Экзарх Стефан I Болгарский (в миру Стоян Попгеоргиев Шоков; 7 (19) сентября 1878, Широка-Лыка, Османская империя — 14 мая 1957, Баня, Пловдивская область) — епископ Болгарской православной церкви, в 1945—1948 годы — её предстоятель в сане экзарха. Автор множества статей, проповедей, речей, книг.

## Биография
Родился 7 (по новому стилю 19) сентября 1878 года в селе Широка Лыка (ныне Смолянская область). Получил начальное образование в своём родном селе (1886—1892), а III класс продолжал в селе Орехово (1892—1893). Окончил духовную семинарию в Самокове как отличник и первый в выпуске (1893—1896). В период 1896—1900 годов работал учителем в соседнем селе Солишта.
В 1900—1904 годах учился в Киевской духовной академии, которую окончил со степенью кандидат богословия.
С 1904 по 1907 год работал учителем в Пловдивской мужской гимназии, а с 1907 по 1910 год преподавал в Цареградской духовной семинарии.
16 (29) октября 1910 года пострижен в монашеский чин под именем Стефан, а три дня спустя, 19 октября (1 ноября) 1910 года стал протосингелом Болгарской экзархии в Стамбуле.
8 (21) сентября 1911 года иеромонах Стефан был возведён в сан архимандрита.
В ноябре 1913 года архимандрит Стефан вместе с экзархом Иосифом I возвратился в Болгарию и остановился в Софии, где теперь находилась резиденция Болгарского экзархата.
С 1915 по 1919 год специализировался по богословию в Женеве и защитил докторскую диссертацию во Фрибурском университете, Швейцария. Во время пребывания в Швейцарии архимандрит Стефан был членом «Болгарского союза», который отстаивал болгарские национальные интересы за рубежом и был одним из наиболее деятельных представителей болгарской эмиграции в стране. Владел несколькими иностранными языками.
20 марта 1921 года в столичном кафедральном храме Святой Недели хиротонисан в викарного епископа с титулом «Маркианопольский».
26 марта 1922 году избран и 2 апреля канонически утверждён митрополитом Софийским. На этом посту служил 26 лет.
В 1925 году возглавлял заупокойную службу по генералу Константину Георгиеву во время террористического нападения коммунистов на собор Святой Недели.
Считал себя духовным сыном экзарха Иосифа I и в области международной и внутриболгарской деятельности стремился следовать его заветам. Между двумя мировыми войнами участвовал в экуменическом движении и представлял Болгарскую православную церковь на множестве международных конференций. Активно трудился над снятием прещений, наложенных в 1872 году Константинополем на Болгарский экзархат. Благодаря его активной деятельности и личному авторитету он смог содействовать организации «Нансеновская помощь». Принял участие в открытии в 1934 году широколужской библиотеки «Просвета», которая ныне снова носит его имя. Был убеждённым русофилом и славянофилом.
В годы Второй мировой войны участвовал в движении за спасение болгарских евреев. В апреле 1943 года, после решения царя о высылке евреев из Софии в провинцию, Стефан написал царю письмо, угрожая ему отлучением от Церкви в случае продолжения преследования евреев. Он писал: «Не преследуй других, чтобы не преследовали и тебя. Бог следит за твоими делами с небес».
После вступления Красной армии на территорию Болгарии и образования правительства Отечественного фронта 9 сентября 1944 года митрополит Стефан в послании к русскому народу на радио «София» заявил, что гитлеризм есть враг всего славянства, который должен быть сломлен Россией и её союзниками — США и Великобританией.
16 октября 1944 года был избран наместником-председателем Священного синода Болгарской православной церкви.
21 января 1945 года был избран болгарским экзархом, а 22 февраля прекратилась греко-болгарская схизма.
Как экзарх противостоял участию священников в политической жизни в стране. Из-за открытого несогласия с политикой коммунистической власти в Болгарии по отношению к Болгарской православной церкви и с её отношением к религии 6 сентября 1948 года по требованию новых властей страны решением Синода митрополит Стефан был освобождён от должности экзарха и лишён управления Софийской кафедрой.
24 ноября 1948 года был интернирован в селе Баня, Карловско, где умер в 1957 году. Погребён в храме Бачковского монастыря.

## Наследие и память

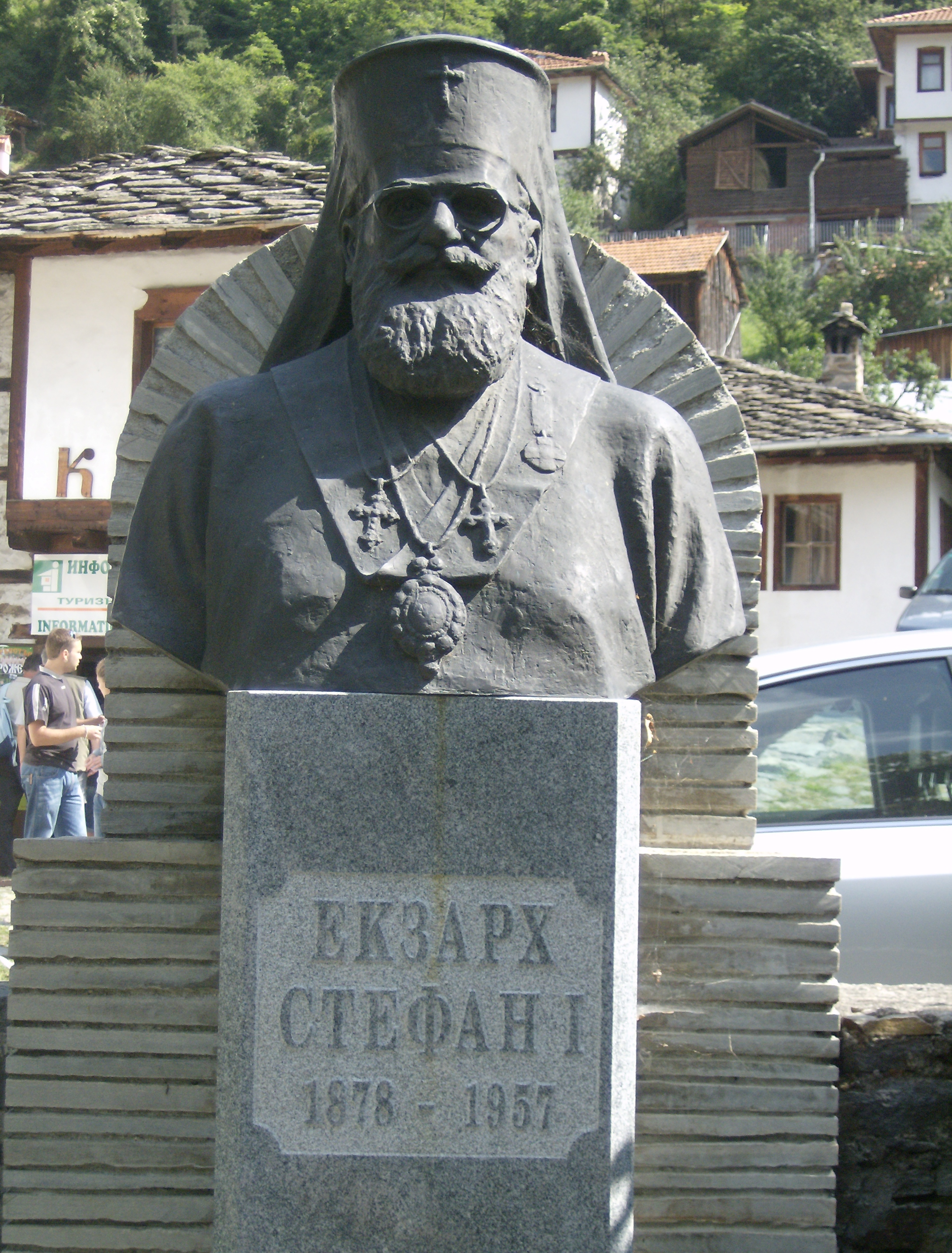
Памятник Экзарху Стефану I в Широкой Лыке

Экзарх Стефан — автор множества литературных и богословских трудов, в том числе «На пути в Дамаск» (1932), «Болгарская Церковь» (1932), «Сущность пастырского служения» (1935), «Религия и наука» (1937).
Интерес к жизни и делам Экзарха Стефана I начал возрождаться в 1990-е годы в результате начавшихся в Болгарии демократических перемен. Появились первые публикации о его личности в массовой печати, а позднее и в серьёзных научных исследованиях. А в родной ему Широкой луке он никогда не был забыт людьми. В 1998 году была отмечена 120-я годовщина со дня его рождения.
На своей сессии, проведённой 19 ноября 2001 года, израильский мемориальный институт «Яд ва-Шем» удостоил его почетной грамоты, медали и звания «Праведник мира» за его вклад в спасении болгарских евреев в 1943 году. «Имя его будет вписано на Почётную стену на Аллее праведников» в Иерусалиме — сказано в грамоте, выписанной 12 марта 2002 года.
В 2003 году исполнилось 125 лет от рождения Экзарха. По этому поводу в сентябре его в родном селе Широка Лука состоялись торжества и был открыт его бюст-памятник.